# Brezičani
Brezičani är en ort i Bosnien och Hercegovina.   Den ligger i entiteten Republika Srpska, i den centrala delen av landet, 120 km nordväst om huvudstaden Sarajevo. Brezičani ligger 296 meter över havet och antalet invånare är 437.
Terrängen runt Brezičani är platt åt nordost, men åt sydväst är den kuperad. Närmaste större samhälle är Čelinac, 14,3 km väster om Brezičani. 
Omgivningarna runt Brezičani är en mosaik av jordbruksmark och naturlig växtlighet. Runt Brezičani är det ganska tätbefolkat, med 67 invånare per kvadratkilometer.